# Cnemophilus
A Cnemophilus a madarak osztályának verébalakúak (Passeriformes) rendjébe és a Cnemophilidae családjába tartozó nem. Régebben a paradicsommadár-félék (Paradisaeidae) családjába sorolták az ide tartozó fajokat.

## Rendszerezésük
A nemet Charles Walter De Vis angol zoológus és ornitológus írta le 1890-ben, az alábbi 2 faj tartozik:
- redős paradicsommadár (Cnemophilus macgregorii)
- Loria-paradicsommadár (Cnemophilus loriae)